# Superellips (bord)

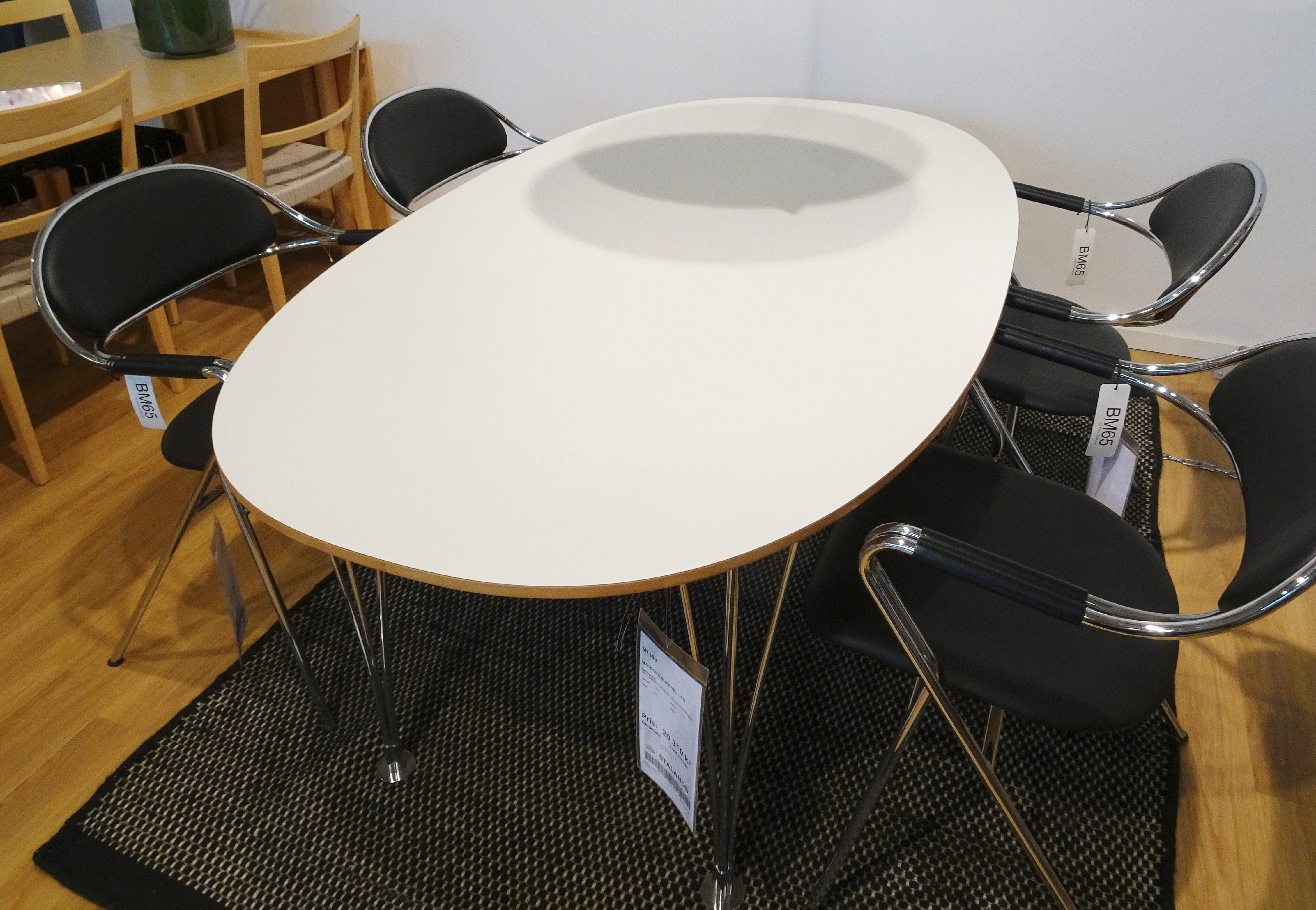
Bordet "Superellips" med spännbenet

Superellips är ett bord som konstruerades 1964 och formgavs av möbeldesignern Bruno Mathsson och matematikern Piet Hein. Förebilden var utformningen av Sergels torg i centrala Stockholm. 1959 fick Piet Hein uppdraget att skapa en både trafikteknisk och estetisk lösning för denna centrala trafikplats och hans förslag blev superellipsen som grundform. Bruno Mathsson fick syn på Heins ritningar och fann att formen skulle passa bra för bord.
För Mattson var superellipsen lösningen på många formgivningsproblem. Han menade bland annat att "en bordsskiva har ju sina trafikproblem på samma sätt som  Sergels Torg, och inte minst trivsel och känsloproblem".
Till bordet Superellips konstruerade Mathsson och Hein även det så kallade spännbenet. Varje spännben består av fyra slanka stag av förkromat stålstång med två fjädrande delar som går att trycka samman och som passar in i ett beslag under bordskivan. Det ger bordsskivan en lätt och "svävande" karaktär. Samtidigt är det stabilt, lätt att utan verktyg montera och demontera samt möjliggör sammankoppling av flera bordsskivor utan andra beslag eller verktyg.
Bruno Mathsson berättade: "Ju mer man tränger in i dessa perspektiv, ju större ser man att de är. Superellipsen, Supercirkeln och Trisuperellipsen tillsammans med spännbenet har för mig blivit ett av de mest spännande äventyr jag kunnat drömma om".
Utöver Superellips konstruerade Mathsson och Hein även Supercirkelbord och Trisupercirkelbord. Därefter skar sig samarbetet mellan Mathsson och Hein. Båda ville ha ensamrätt på uppfinningen men ett förlikningsavtal slöts och produktionen hos danska möbeltillverkaren Fritz Hansen kom igång 1968. Bordet Superellips finns fortfarande (2018) i produktion.